# Kaiken
Pour les articles homonymes, voir Kaïken.
Le kaiken (懐剣) est un petit sabre japonais, plus petit que le tantō, qui s'apparente plutôt à un couteau de par sa taille (environ 15 cm). Il était porté par les femmes de samouraïs, soit dans les manches de leur kimono, soit passé dans leur obi.
Outre son rôle de défense de celle qui le détenait, le kaiken portait en lui deux valeurs symboliques dont une particulièrement décisive :
- le kaiken était généralement offert par le mari, ou la famille du mari à l'occasion du mariage et marquait le lien indéfectible de l'épouse à son époux ; le perdre ou s'en séparer était significatif de déshonneur avec les conséquences que l'on connait dans la civilisation japonaise féodale[à développer]... à savoir le suicide rituel mentionné ci-dessous. ;
- par ailleurs, le kaiken servait d'arme pour jigai, le suicide de l'épouse par perforation de la carotide dès lors que son mari, frappé d'infamie ou de déshonneur, devait faire seppuku. Le kaiken rappelait ainsi à l'épouse sa dépendance envers son époux. Le kaiken avait donc auprès de la femme un rôle similaire au wakizashi pour le samouraï.

Le kaiken-jutsu désigne l'art martial japonais consistant à manier les couteaux.
Le kakushi désigne l'art de manier les armes cachées, comme les kaiken et les shuriken.